# Programma Milione

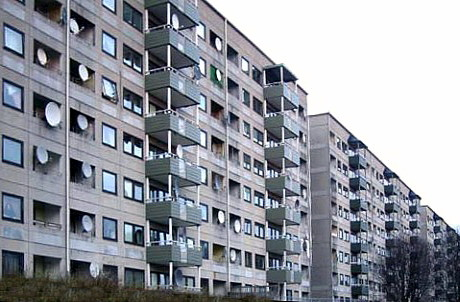
Case a Hammarkullen (Angered), nord-est di Göteborg

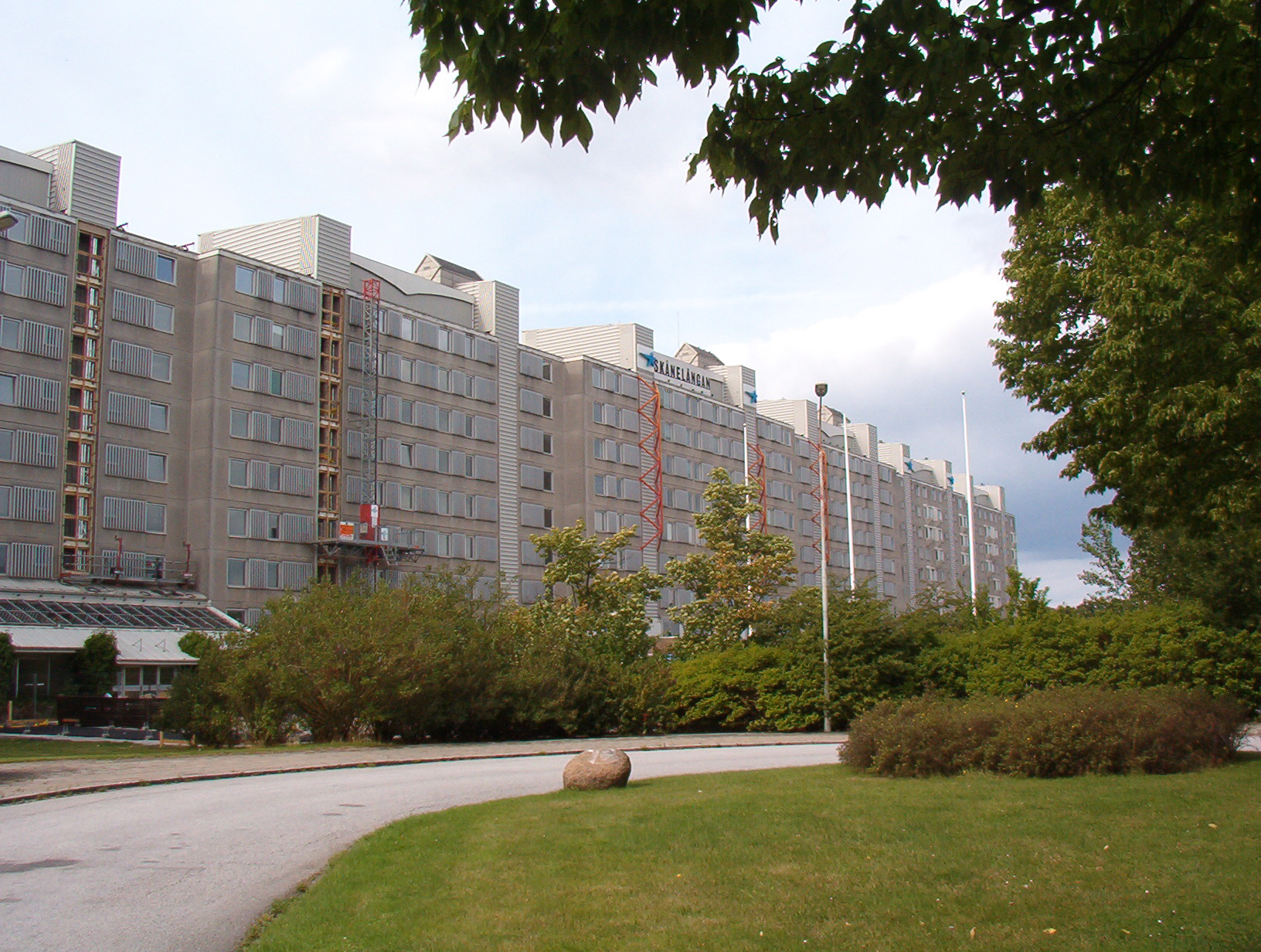
Complesso d'appartamenti a Rosengård, Malmö

Il Programma Milione (in svedese: miljonprogrammet) è il nome comune di un ambizioso programma di alloggi attuato in Svezia tra il 1965 e il 1974 dal Partito Socialdemocratico dei Lavoratori per assicurare ad ognuno un'abitazione ad un prezzo ragionevole. L'obiettivo era di costruire un milione di nuove abitazioni in un periodo di 10 anni (da qui il nome del programma). Allo stesso tempo una gran parte di altre abitazioni non modernizzate è stata demolita.
Alla fine circa 1.006.000 nuove abitazioni sono state costruite. Il risultato netto è stato un aumento del patrimonio abitativo della Svezia di 650.000 nuovi appartamenti e case con un aumento generale della qualità.

## Disegno
Le nuove aeree residenziali del Miljonprogrammet sono state molto ispirate dai quartieri periferici come Vällingby e Årsta. Uno degli obiettivi principali, anche se alla fine senza successo, era quello di mescolare e integrare i diversi gruppi di famiglie attraverso la miscelazione dei possedimenti territoriali. La maggior parte degli appartamenti sono stati del tipo "standard con tre stanze" (svedese: normaltrea) di 75 m² previsti per una famiglia di due adulti e due bambini. Sono stati inoltre costruiti una buona gamma di servizi tra cui scuole, asili, chiese, spazi pubblici, biblioteche e luoghi d'incontro per i diversi gruppi di famiglie.

## Critiche
Mentre il programma è riuscito a creare un milione di abitazioni molti hanno criticato la sua realizzazione e le conseguenze.
La denuncia più comune è che sono stati creati troppi "brutti edifici in cemento" che rovinano il paesaggio urbano. L'architettura in queste aree è criticata in quanto sterile. I tre noti sobborghi di Rinkeby (a Stoccolma), Hammarkullen (a Göteborg) e Rosengård (a Malmö) sono stati creati come parte del programma e sono diventati il simbolo di quell'epoca. Molti si sono lamentati del fatto che le periferie sono state "prese" dagli immigrati dato che in quasi tutte la concentrazione di immigrati è molto alta. Le lamentele più diffuse riguardano l'elevato tasso di criminalità e l'alta segregazione razziale.

## Distretti

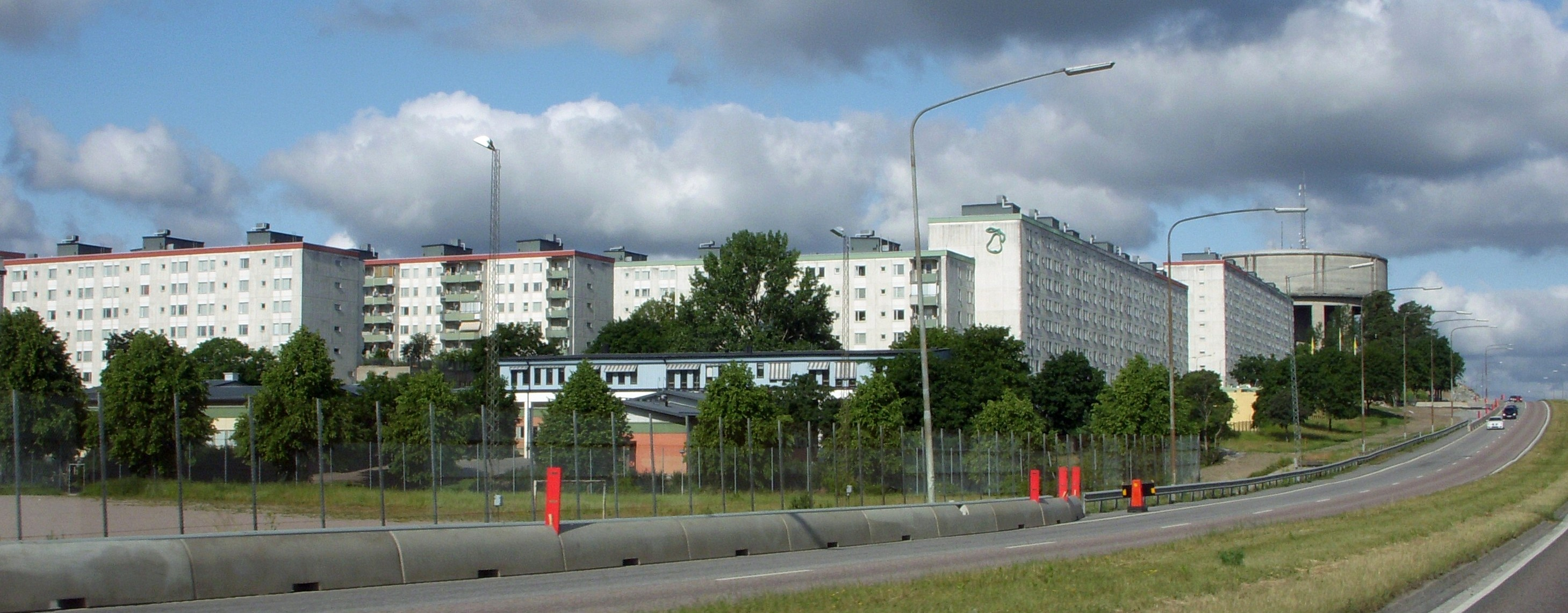
Il sobborgo Tensta, nord di Stoccolma

Noti distretti del programma milione:
- Rinkeby, Tensta, Husby e Skärholmen a Stoccolma
- Jordbro e Brandbergen a Haninge fuori Stoccolma
- Alby e Fittja a Botkyrka fuori Stoccolma
- Hallonbergen a Sundbyberg
- Hagalund a Solna
- Malmvägen a Sollentuna
- Hjällbo, Hammarkullen (molti di più) ad Angered fuori Göteborg
- Bergsjön e Kortedala fuori Göteborg
- Biskopsgården fuori Göteborg
- Hisings-Backa a Göteborg
- Rosengård, Hermodsdal, Kroksbäck, Lindängen e Holma a Malmö
- Kronogården a Trollhättan
- Kronoparken a Karlstad
- Ryd a Linköping
- Gottsunda e Eriksberg a Uppsala
- Hertsön a Luleå
- Araby a Växjö
- Ålidhem a Umeå
- Mariehem a Umeå
- Årby a Eskilstuna
- Hässleholmen e Norrby a Borås
- Råslätt a Jönköping
- Ryd a Skövde
- Hageby a Norrköping
- Navestad a Norrköping
- Ekön a Motala
- Norrliden a Kalmar
- Norra Fäladen e Klostergården a Lund
- Korsbacka a Kävlinge
- Skogslyckan e Dalaberg a Uddevalla
- Rosta a Örebro